# 256 Walpurga
256 Walpurga este un asteroid din centura principală, descoperit pe 3 aprilie 1886, de Johann Palisa.